# 19. junij
19. junij je 170. dan leta (171. v prestopnih letih) v gregorijanskem koledarju. Ostaja še 195 dni.

## Dogodki
- 1097 – križarji v prvi križarski vojni osvojijo Nikejo
- 1306 – škotski uporniki poraženi v bitki pri Methvenu
- 1846 – v Hoboknu (New Jersey, ZDA) odigrajo prvo tekmo bejzbola po modernih pravilih
- 1865 – šele dve leti po odpravi suženjstva so osvobojeni tudi sužnji iz Galvestona (Teksas, ZDA)
- 1912 – v ZDA uvedejo osemurni delovnik
- 1921 – Ferdo Kraiger in Vinko Poljanec sta kot prva Slovenca v avstrijski prvi republiki izvoljena v koroški deželni zbor
- 1944 – Rdeča armada prebije Mannerheimovo linijo
- 1961 – Kuvajt postane neodvisna država
- 1965 – v Alžiriji odstavljen predsednik Ahmed Ben Bella
- 1970 – podpisan sporazum o patentnem sodelovanju
- 1978 – izide prvi strip, v katerem nastopi maček Garfield
- 1995 – čečenski uporniki izpustijo 1.500 talcev iz bolnišnice v Budjonovsku
- 2014 – Filip VI. Španski postane španski kralj

## Rojstva
- 551 pr. n. št – Konfucij, kitajski filozof (* 479 pr. n. št.)
- 1623 – Blaise Pascal, francoski matematik, filozof, fizik († 1662)
- 1764 – Jose Gervasio Artigas, urugvajski narodni junak († 1850)
- 1792 – Gustav Benjamin Schwab, nemški pisatelj († 1850)
- 1806 – Johann Nepomuk Hofzinser, avstrijski iluzionist († 1875)
- 1817 – Karl Rudolph Powalky, nemški astronom († 1881)
- 1885 – Stevan Hristić, srbski skladatelj, dirigent († 1958)
- 1906 – Ernst Boris Chain, rusko-britanski kemik, nobelovec 1945 († 1979)
- 1924 – Vasil Uladzimiravič Bikau, beloruski pisatelj († 2003)
- 1933 – Viktor Ivanovič Pacajev, ruski kozmonavt († 1971)
- 1945:
  - Aung San Suu Kyi, mjanmarska (burmanska) mirovnica, nobelovka 1991
  - Radovan Karadžič, vojni zločinec
- 1947 – Salman Rushdie, britanski pisatelj
- 1957 – Anna Lindh, švedska političarka († 2003)
- 1962 – Paula Julie Abdul, ameriška plesalka, koreografinja, pevka
- 1964 – Boris Johnson, britanski politik, novinar in publicist
- 1976 – Simona Kustec, slovenska političarka in politologinja
- 1977 – Urška Klakočar Zupančič, slovenska pravnica in političarka
- 1978 – Dirk Nowitzky, nemški košarkar

## Smrti
- 1027 – sveti Romuald iz Ravenne (* 950)
- 1185 – Taira Munemori, japonski bojevnik (* 1147)
- 1282 – Eleanora Montforška, valižanska princesa (* 1252)
- 1312 – Piers Gaveston, gaskonjski plemič, 1. grof Cornwall (* 1284)
- 1341 – Juliana Falconieri, italijanska servitska redovnica, usmiljenka, svetnica (* 1270)
- 1344 – Konstanca Aragonska, sicilska kraljica, armenska kraljica (* 1305)
- 1356 – Michelina da Pesaro, italijanska frančiškanska spokornica, blažena (* 1300)
- 1364 – Elisenda de Montcada, aragonska kraljica (* 1292)
- 1608 – Alberico Gentili, italijanski pravnik (* 1552)
- 1867 –
  - Miguel Gregorio de la Luz Atenógenes Miramón y Tarelo, mehiški general, politik (* 1832)
  - Maksimilijan I. Mehiški, avstrijski nadvojvoda, mehiški cesar (* 1832)
- 1882 – Anton Šerf, slovenski nabožni pisec, homilet, pesnik, duhovnik (* 1798)
- 1897 – Charles Cunningham Boycott, angleški veleposestnik (* 1832)
- 1902 – Friderik Avgust Albert, saški (nemški) kralj (* 1828)
- 1917 – Valentin Matija Živic, slovenski izumitelj (* 1828)
- 1921 – Ramón López Velarde, mehiški pesnik (* 1888)
- 1937 – sir James Matthew Barrie, škotski pisatelj, dramatik (* 1860)
- 1949 – Vladimir Nazor, hrvaški pesnik, pisatelj, politik (* 1876)
- 1953 –
  - Ethel Greenglas Rosenberg, ameriška vohunka (* 1915)
  - Julius Rosenberg, ameriški vohun (* 1918)
- 1966 – Pierre Montet, francoski egiptolog (* 1885)
- 1968 – Adolphe-Jean-Marie Mouron - Cassandre, francoski slikar (* 1901)
- 1977 – Ali Šariati, iranski sociolog (* 1933)
- 1981 – Charlotte Reiniger, nemško-britanska filmska režiserka (* 1899)
- 1993 – William Gerald Golding, angleški pisatelj, nobelovec 1983 (* 1911)
- 1996 – Gerard David Schine, ameriški preiskovalec, poslovnež (* 1927)
- 2011 – Branko Jovanović Vunjak – Brendi, slovenski pevec (* 1962)
- 2013 – James Gandolfini, ameriški filmski in televizijski igralec (* 1961)
- 2018 – Jahseh Onfroy, ameriški pevec oz. reper (*1998)